# Мужья (фильм)
«Мужья» (англ. Husbands) — кинофильм режиссёра Джона Кассаветиса, вышедший на экраны в 1970 году. За работу над сценарием ленты, во многом основанным на актёрской импровизации, Кассаветис был номинирован на премию «Золотой глобус».

## Сюжет
Три закадычных друга — Гарри, Арчи и Гас — встречаются на похоронах своего близкого приятеля. После поминок они начинают остро переживать кризис среднего возраста: им кажется, что их жизнь скучна и уныла, что они не добились того успеха, на который могли рассчитывать в молодости, что они зря потратили лучшие годы. Чтобы как-то компенсировать это, они уходят в двухдневный загул: пьют, играют в карты, дурачатся, как подростки, и всячески развлекаются. Когда наступает время вернуться к привычной жизни мужей и отцов, на поверхность выходят проблемы в семье Гарри: он шумно ссорится с женой и решает лететь в Лондон, чтобы начать новую жизнь. Арчи и Гас, не желая оставлять друга в такой критический момент и рассчитывая уговорить его вернуться домой, сопровождают его в британскую столицу, где их ждёт новая порция развлечений...

## В ролях
- Бен Газзара — Гарри
- Питер Фальк — Арчи Блэк
- Джон Кассаветис — Гас
- Дженни Рунакр — Мэри
- Дженни Ли Райт — Перл
- Ноэль Као — Джули
- Джон Каллерс — Ред
- Ник Кассаветис — Ник